# 徐规
徐规（1920年3月23日—2010年12月21日），浙江平阳人，幼名毓珠，学名规，字仲矩，中国历史学家，长期在杭州大学、浙江大学任教，在宋史研究领域享有盛名。

## 生平
徐规1920年出生于平阳县江南区半浦村（今属温州龙港市）。徐规的父亲师从温州教育家刘绍宽，许规在7岁入学父亲创办的鹤浦初级小学，31年秋考入平阳县立江南中学小学（今苍南县宜山小学），33年起就读于温州中学，39年中学毕业后考入浙江大学龙泉分校，后转遵义的浙大总校就读。徐规在浙大师从宋史研究大家张荫麟（字素痴）先生，张荫麟先生对其肯定有加，徐规也深受张荫麟先生影响；张荫麟先生在1942年不幸去世后，徐规继续师从陈乐素先生研究宋史，在陈乐素先生指导下于1946年4月获得硕士学位，赶上中华民国政府在大陆地区最后一次授予学位。徐规后来将自己的作品命名为《仰素集》，即意在纪念他的两位恩师。同年5月因抗战胜利、浙大回迁，返回杭州留校任教。1949年浙江大学编制紧缩，历史系停办，徐规则回母校温州中学任教。1954年起调任浙江师范学院讲师，1958年学院并入杭州大学，徐规继续留校担任讲师，1978年升任教授。1992年徐规荣获中国国务院颁发的“政府特殊津贴”，1997年被中国人事部评定为杰出高级人才，1995年杭大为其执教50周年举行庆祝活动，1998年浙大合并杭大、徐规回到母校继续任教，2002年获得浙大校内最高荣誉“竺可桢奖”。2010年12月21日13时37分在杭州逝世，享年91岁。